# 30821 Chernetenko
30821 Chernetenko este un asteroid din centura principală de asteroizi.

## Descriere
30821 Chernetenko este un asteroid din centura principală de asteroizi. A fost descoperit pe 15 septembrie 1990 la Observatorul de Astrofizică din Crimeea de Liudmila Juravliova. Asteroidul prezintă o orbită caracterizată de o semiaxă mare de 2,31 ua, o excentricitate de 0,20 și o înclinație de 4,3° în raport cu ecliptica.